# اوکهامپتون
latitudeاوکهامپتونlongitudeاوکهامپتونgov.uk/]
}}
اوکهامپتون (به انگلیسی: Okehampton) یک شهرک در بریتانیا است که در انگلستان واقع شده‌است.

## خصوصیات
اوکهامپتون ۵٬۷۵۶ نفر جمعیت دارد.